# صفة مراقب
صفة مراقب هي امتياز تمنحه بعض المنظمات لغير أعضائها لمنحهم القدرة على المشاركة في أنشطتها. غالبًا ما تُمنح صفة المراقب من قبل المنظمات الحكومية الدولية للأطراف غير الأعضاء والمنظمات الدولية غير الحكومية التي لها مصلحة في أنشطة المنظمات الحكومية الدولية.
يتمتع المراقبون عمومًا بقدرة محدودة على المشاركة في المنظمات الحكومية الدولية، حيث يفتقرون إلى القدرة على التصويت أو اقتراح القرارات.

## الأمم المتحدة
يجوز للجمعية العامة للأمم المتحدة أن تمنح الكيانات صفة مراقب. وبناء على ذلك، تستضيف الأمم المتحدة العديد من الوكالات والكيانات الدولية ودولتين غير عضوين بصفة مراقب، دولة فلسطين وكيان الكرسي الرسولي. للمراقبين الحق في التحدث في اجتماعات الجمعية العامة للأمم المتحدة دون أن يكون لهم الحق في التصويت على القرارات.
وتعتبر الدول المراقبة غير الأعضاء معترف بها كدول ذات سيادة، ولها الحرية في تقديم التماس للانضمام كعضو كامل حسب تقديرها. في الوقت الحاضر، تعد دولة فلسطين وكيان الكرسي الرسولي هما الدولتان المراقبة في الأمم المتحدة، ويشمل الكرسي الرسولي كلاً من الدولة كمدينة الفاتيكان وكيان ذي سيادة. حافظت سويسرا أيضًا على هذا الوضع حتى أصبحت دولة عضو. كما يتمتع كل من منظمة فرسان مالطة العسكرية المستقلة والاتحاد الأوروبي أيضًا بوضع المراقب؛ ليس باعتبارها دولًا بموجب القانون الدولي بل كيانات ذات سيادة.
تُمنح صفة المراقب بقرار من الجمعية العامة للأمم المتحدة في وقت ما. قد تمنح المنظمات الدولية الأخرى (بما في ذلك وكالات الأمم المتحدة الأخرى) صفة مراقب.

## منظمة الصحة العالمية
لا يعترف دستور منظمة الصحة العالمية بوضع المراقب، ولكن النظام الداخلي لأعلى هيئة لصنع القرار المتمثل في جمعية الصحة العالمية، يمنح المدير العام الحق لدعوة المراقبين إلى الاجتماع السنوي للجمعية، شريطة أن يكونوا «الدول التي تقدمت بطلبات العضوية والأقاليم التي تم تقديم طلب العضوية باسمها والدول التي وقعت على الدستور ولكنها لم تقبله».

### تايوان
من عام 1997 إلى عام 2008، تقدمت جمهورية الصين (تايوان حاليا) كل سنة للحصول على صفة مراقب في منظمة الصحة العالمية، وذلك تحت أسماء مختلفة بما في ذلك «جمهورية الصين» و «كيان تايوان الصحي» و«تايوان»، لكن جل الجهود باءت بالفشل بسبب الاعتراضات الشديدة من طرف جمهورية الصين الشعبية (PRC) التي لا تعترف بمسمى «جمهورية الصين» وتعتبر تايوان إحدى مقاطعاتها.
تحسنت العلاقات عبر المضيق (بين حكومتي جمهورية الصين الشعبية وجمهورية الصين (ROC)) بشكل كبير في عامي 2008 و2009، حيث وافقت حكومة جمهورية الصين الشعبية على التفاوض بشأن هذه القضية.
في 29 أبريل 2009، دعت المديرة التنفيذية مارغريت تشان إدارة الصحة بجمهورية الصين (تايوان حاليا) لحضور جمعية الصحة العالمية لعام 2009 تحت عنوان "تايبيه الصينية"، وهو اسم توافقي بين البلدين. ومع ذلك، استمرت صفة المراقب لمدة 8 سنوات فقط وانتهت في عام 2016 بعد انتخاب تايوان رئيسًا أقل تفضيلًا لجمهورية الصين الشعبية.

## روابط خارجية
- Republic of China (Taiwan) Site about Joining the WHO
- Voice of America News Article